# Постолів
Постолів (пол. Postołów) — село в Польщі, у гміні Лісько Ліського повіту Підкарпатського воєводства. Лемківське село на теренах прадавніх українських земель.
Населення — 195 осіб (2011).

## Історія

Церква Різдва Богородиці у Постолові,
побудована у 1879 р., знищена у 1960 р.

Село згадується в документах на зламі XIV i XV ст. на німецькому праві, але наявне на теренах села старе городище свідчить, що поселення старіше і, ймовірно, було заселене ще за часів Київської Русі. 1409 року шляхтич Петро Кміта отримав Постолів від Долинських (гербу Сас) за 300 гривень і приєднав його до своїх багатств навколо Соб'єна. До 1772 р. село входило до Ліського ключа Сяніцької землі Руське воєводства.
У 1772—1918 рр. село було у складі австрійських держав (1772—1804 — Габсбурзька монархія, 1804—1867 — Австрійська імперія, 1867—1918 — Австро-Угорська імперія), у складі коронного краю (провінції) Королівство Галичини та Володимирії. На 1785 р. село мало 4.72 км² земель і в ньому проживало 200 греко-католиків, 15 римо-католиків і 5 юдеїв.
У 1919—1939 рр. — у складі Польщі. Село належало до Ліського повіту Львівського воєводства, у 1934—1939 рр. входило до складу ґміни Лісько. Станом на 1 вересня 1939 село було чисто українським, у селі мешкали 490 осіб, з них 465 українців-грекокатоликів і 25 українців-римокатоликів.
Після 1945 р. етнічних мешканців, українців, було насильно переселено до СРСР.
У 1975-1998 роках село належало до Кросненського воєводства.

### Церква Різдва Матері Божої
1526 року церква парафіяльна вже існувала. Ймовірно, що на місті старої будувались нові дерев'яні церкви, а відома тільки та, що була побудована й освячена вже в 1879 р. — парафіяльна Ліського деканату. Іконостас у ній писав Михайло Богданський перед 1895 р. В 1902-03 рр. розписував інтер'єр Антін Богданський. Святиня оновлена в 1909 р. Після 1947 р. була невдала спроба відкриття в ній костьолу. Розібрана в 1960 р. Цвинтар церківний понищений, з руїнами каплички.

#### Кількість вірних, греко-католиків
1840 – 269 осіб, 1859 – 393 осіб, 1879 – 286 осіб, 1899 – 338 осіб, 1926 – 440 осіб, 1936 – 435 осіб.

## Демографія
Демографічна структура станом на 31 березня 2011 року:
|          | Загалом | Допрацездатний вік | Працездатний вік | Постпрацездатний вік |
| -------- | ------- | ------------------ | ---------------- | -------------------- |
| Чоловіки | 103     | 32                 | 62               | 9                    |
| Жінки    | 92      | 18                 | 56               | 18                   |
| Разом    | 195     | 50                 | 118              | 27                   |